# Feniltriazina

Estructura química de la lamotrigina

Las Feniltriazinas son una clase de moléculas que contienen un grupo fenilo y un grupo triazina. Estas moléculas son farmacológicamente importantes. Como por ejemplo la lamotrigina es un derivado de feniltriazina usado como droga anticonvulsiva y que ha mostrado ser útil para aliviar la epilepsia y trastorno bipolar.